# Balthasar Batthyány
Balthasar Batthyány (ur. 1543, zm. 1590) – węgierski  generał, uczestnik wojen z Turcją.
Za szczególne zasługi mianowano go zastępcą żupana. Był wykształconym humanistą. W 1570 przeszedł na kalwinizm, wspierając aktywnie rozwój protestantyzmu w swych majętnościach. Zamknął klasztor Augustynów w Güssing i otworzył w jego miejscu gimnazjum. W 1576 powołał Stephana Beythe na nadwornego kaznodzieję i nauczyciela w Güssing. Posiadane przez niego książki dały początek (później znów klasztornej) bibliotece w Güssing. Ściągnął z Wiednia goszczącego tam botanika Clusiusa do Güssing, który badał tam sprowadzone z Turcji, nieznane dotąd w Europie rośliny Azji Mniejszej (np. tulipany i kasztany jadalne). Clusius napisał w Güssing swoje dzieło Stirpium Nomenclator Pannonicus, które wydał w 1585, również przebywający w tym czasie w Güssing, protestancki drukarz wędrowny Hans Manlius. Działalność drukarska Manliusa wpłynęła na rozpowszechnienie protestantyzmu w dobrach rodziny Batthyány.